# Arnz Flott Werkzeugmaschinen
Arnz Flott GmbH Werkzeugmaschinen ist ein 1854 gegründeter deutscher mittelständischer Werkzeugmaschinenhersteller mit Sitz in Remscheid in Nordrhein-Westfalen.

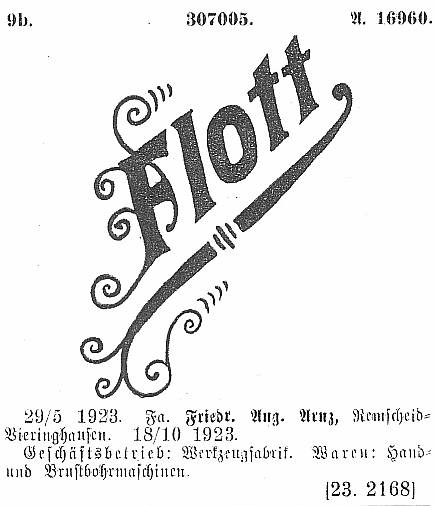
Eintrag in „Nachweisung der im Deutschen Reiche gesetzlich geschützten Waarenzeichen“

## Produkte
Das Unternehmen entwickelt, fertigt heute Bohrmaschinen und vertreibt Bandschleifmaschinen, Doppelschleifmaschinen und Metallsägen. Flott bietet seit 2012 die Tischbohrmaschinenserie „Flott Plus“ mit den Modellen TB 10 Plus, TB 13 Plus, SB 40 NC Plus und TurboDrill (mit hoher Drehzahl für feinmechanische Anwendungen) an. Der Bereich der Bohrleistungen erstreckt sich von 0,5 bis 50 mm. Die Produktpalette richtet sich speziell an handwerkliche und industrielle Kunden.

## Geschichte

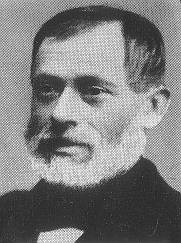
Friedrich Carl August Arnz

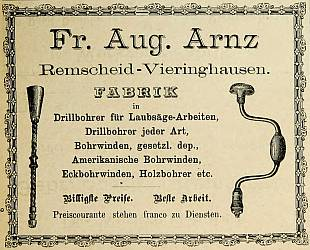
Anzeige 1883

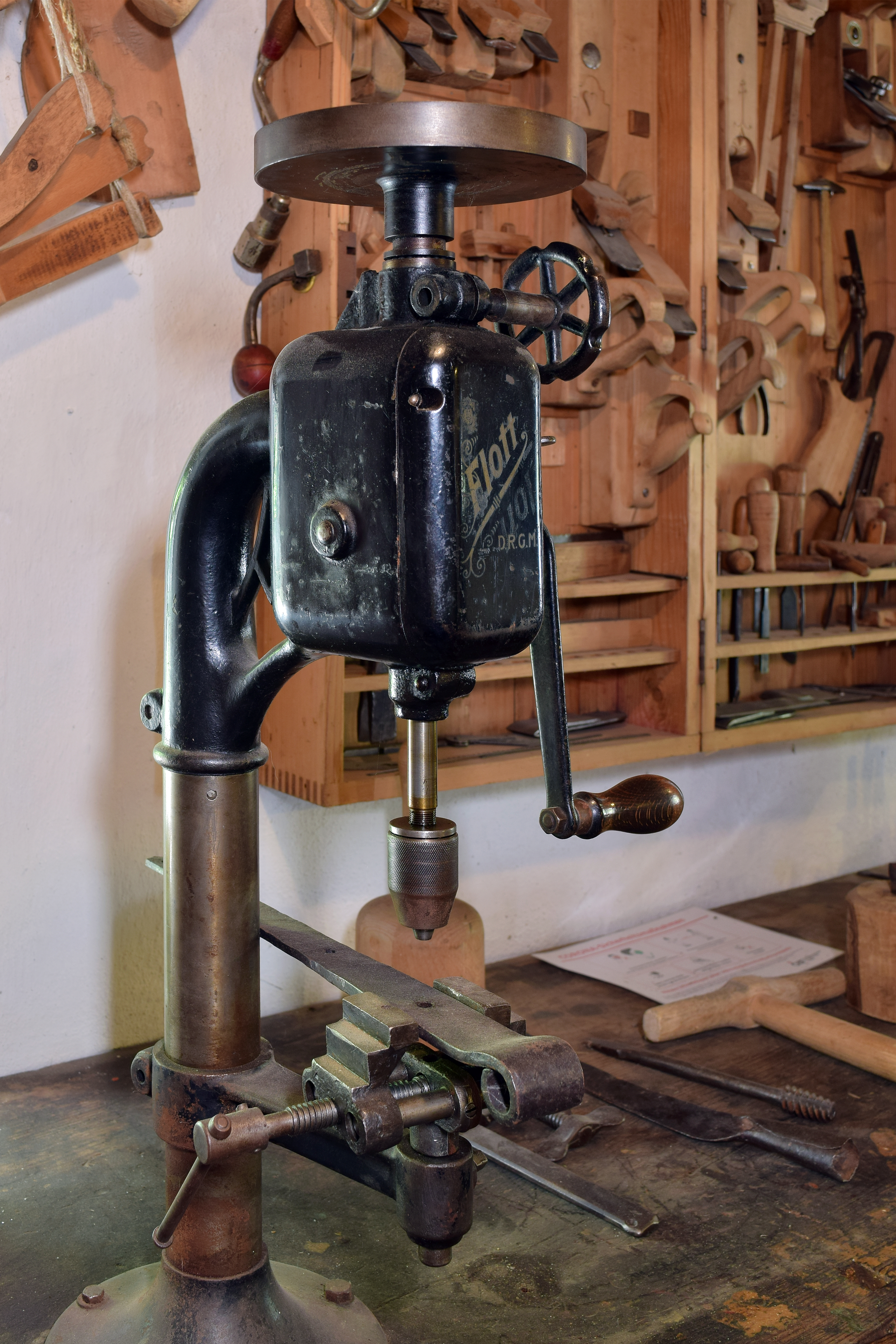
Flott Handtischbohrmaschine

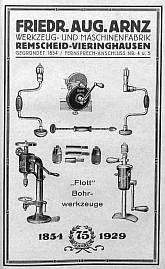
Anzeige 1929

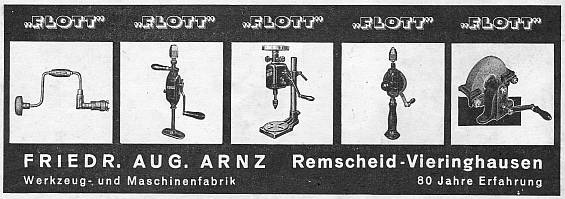
Anzeige 1939

Das Unternehmen wurde 1854 durch den Schmied Friedrich Carl August Arnz (1828–1898) als kleiner Handwerksbetrieb gegründet. Anfangs bestand die Produktion hauptsächlich aus Drillbohrern, später wurden auch hochwertige Bohrwinden und Brustbohrmaschinen hergestellt, die der Firmengründer im Bergischen Land, einer Hochburg des deutschen Maschinenbaus im 19. Jahrhundert, herstellte.
Die beiden Söhne des Gründers, Ernst (1855–1933) und August (1864–1931), traten ebenfalls in die Firma ein. 1879 vergrößerte Friedrich Carl August Arnz den Betrieb und verbesserte die Fabrikeinrichtungen. Fleiß und Sparsamkeit ermöglichten die stetige Weiterentwicklung. Im Fabrikationsprogramm standen jetzt auch Bohrwinden. Jedes Jahr brachte als Folge der Werkzeugmaschinen-Entwicklung Verbesserung in der Herstellung und neue Artikel.
1904 wurde das Werkzeugprogramm erweitert mit dem Bohrwinden- und dem Drillbohrer-Programm, Eckbohrwinden, Handdrillbohrer und Metallbohrdreher. Inzwischen waren auch Handtischbohrmaschinen entwickelt worden. Man brachte die Regulateur-Bohrmaschinen heraus, die selbsttätigen Vorschub hatten. Sie wurden in die ganze Welt abgesetzt und unterlagen dem Schutz eines Deutschen-Reichspatentes.
Der schnelle technische Fortschritt, besonders im Bau hochwertiger Werkzeugmaschinen, ermöglichten 1929 die Weiterentwicklung der Artikel. Hinzu kamen neue Erfindungen. So wurden Bohrwinden mit einer Druckknopfknarre hergestellt, die als Patent geschützt war. Ferner Handbohrmaschinen mit mehreren Geschwindigkeiten und ganz geschlossenem Getriebekasten und Tischbohrmaschinen mit mehreren Geschwindigkeiten und ganz geschlossenem Getriebekasten und regulierbarem, automatischem Vorschub, die gleichfalls für die Firma patentgeschützt waren. Ebenfalls 1929 wurde das Handwerkzeuge-Programm durch die Herstellung von elektrisch betriebenen Tisch- und Säulenbohr- sowie Schleifmaschinen ergänzt, ferner wurde der Betrieb selbst auf serienmäßige Herstellung umgestellt.
Auf der 10. europäischen Werkzeugmaschinen-Ausstellung in Hannover vom 17. - 26. September 1967 wurde in Halle 9, Stand 9101 die Vielzweck-Maschine „Flottjet“ vorgestellt, eine komplette „Schreinerwerkstatt“ für Handwerk, Hobby und Industrie. Die Maschine ließ sich für alle Arbeiten einsetzen, die in der Holz-, Leichtmetall- und Kunststoffbearbeitung vorkommen können: Abrichten, Hobeln, Fräsen, Bohren, Drehen, Schleifen etc. Sie hatte außer der bei solchen Maschinen üblichen Kreissäge auch ein Bandsägeaggregat.
Alle Maschinenwerkzeuge wurden durch einen Motor von 0,75 bis 1,5 PS Leistung, je nach Stromart, angetrieben. Anschläge, Führungen und Auflagen waren weitgehend verstellbar, und die ganze Maschine war mit wenigen Handgriffen jeweils von einem Arbeitsgang auf einen anderen umzustellen. Mit dem Flottjet-System ging wiederum eine Vergrößerung der Produktionsstätten einher.
Das Zweigwerk wurde an der Flottstr. 25 in Großseifen, Oberwesterwald errichtet, welches am 27. Januar 1999 samt aller Rechte und Patente des Systems an die Firma KRÄKU Maschinenbau und Dienstleistungs GmbH überging, welche bis heute Ersatzteile für die Systeme bereitstellt.
2007 drohte der Firma die Insolvenz, welche allerdings abgewendet werden konnte. Neuer Geschäftsführer wurde 2007 Jürgen Kullmann, der das Unternehmen sanieren sollte. Im Rahmen der folgenden Umstrukturierung und damit verbundenen Reduzierun der Fertigungstiefe sollten alle für die Produktion der Bohrmaschinen notwendigen Teile von externen Herstellern eingekauft werden,  Am 1. Juni 2009 musste die Firma dennoch Insolvenz anmelden, da die Aufträge rapide zurückgegangen und die Umsätze um 50 Prozent gesunken waren. Im Zuge der Insolvenz sollten Investoren gefunden werden, die die Markenrechte, Patente und Lizenzen übernehmen und die Firma weiterführen sollten.
Bereits im gleichen Jahr erfolgte die Neugründung der Arnz Flott GmbH Werkzeugmaschinen. Am 30. Juni 2009 gab Geschäftsführer Kullmann den Fortbestand der Firma bekannt. Kullmann übernahm das Unternehmen gemeinsam mit seinem Partner Karsten Jennissen und den ehemaligen Gesellschaftern Karl Peter Becker sowie Jan Peter Arnz mit dem Einsatz von Eigenkapital in Höhe von insgesamt 250.000 Euro und einer Finanzierung in Höhe von 500.000 Euro. Um flexibel agieren zu können, wurden die A Teile Fertigung für die Bohrmaschinen an die Remscheider Firma Carlon verlagert, die die Fertigungsmaschinen und die FLOTT Mitarbeiter der mechanischen Bearbeitung aus der Insolvenz heraus übernahmen. Die Montage, die Ersatzteilversorgung und der Service wurden zum Anlagenbauer Voith nach Radebeul bei Dresden ausgelagert.
Nach erfolgreich abgeschlossener Sanierung des Unternehmens veräußerten Jürgen Kullmann und Karsten Jennissen am 19. August 2010 ihre Anteile an die beiden Remscheider Unternehmer Francisco Carlon-Clemente und Alfonso Carlon-Clemente, die bereits durch die Übernahme der Abteilung Mechanische Bearbeitung mit Flott verbunden waren. Mit Ausscheiden von Jürgen Kullmann übernahm Jan-Peter Arnz die Geschäftsführung, wobei die weiteren am Unternehmen beteiligten Personen Karl Peter Becker, Francisco Carlon-Clemente und Alfonso Carlon-Clemente die Position von Einzelprokuristen des Unternehmens einnahmen. Im Zuge dieser Umstrukturierung wurden Fertigung, Montage, Ersatzteilversorgung, Service und Entwicklung wieder bei Flott eingegliedert und das Unternehmen zog in den von den Eigentümern für diesen Zweck neu erworbenen Bökerbau in der Weststraße 42 in Remscheid.
Die Firma Arnz FLOTT GmbH Werkzeugmaschinen ist ein Familienunternehmen, das in fünfter Generation mehrheitlich im Besitz der Gründerfamilie ist und auch von dieser geführt wird.